# David Lemi
David Lemi (ur. 10 lutego 1982 w Apii) – samoański rugbysta, reprezentant kraju zarówno w wersji piętnasto-, jak i siedmioosobowej, uczestnik trzech Pucharów Świata.

## Kariera klubowa
Karierę rozpoczynał w stołecznym klubie w Apii. W 2005 roku został dostrzeżony na turnieju Safari Sevens przez Richarda Hilla, który zaproponował mu roczny kontrakt w Bristol Rugby, który był następnie przedłużany. Podczas pobytu w nim plasował się w czołówce zdobywców przyłożeń w każdym sezonie, wygrywając ligową klasyfikację w 2007/08 oraz otrzymując wyróżnienie dla przyłożenia sezonu 2008/09. Po relegacji klubu z Bristol w 2009 roku przeszedł do Wasps, gdzie spędził kolejne dwa sezony.
Po Pucharze Świata 2011 został ściągnięty krótkoterminową umową do Glasgow Warriors za kontuzjowanego DTH van der Merwe, w kolejnym roku dwuletnim kontraktem związał się natomiast z Worcester Warriors, w 2014 roku powrócił zaś do Bristol.

## Kariera reprezentacyjna
W samoańskiej reprezentacji rugby 7 zadebiutował w sezonie 2002/2003 IRB Sevens World Series turniejem Dubai Sevens 2002. W kolejnych latach był jej stałym punktem, a w sezonie 2004/2005 zostając zwycięzcą klasyfikacji przyłożeń. W Pucharze Świata 2005 zdobył z zespołem Plate, czyli dziewiąte miejsce, indywidualnie zostając najskuteczniejszym zawodnikiem turnieju. Z uwagi na inne zobowiązania w kadrze pojawiał się odtąd sporadycznie, m.in. na zwycięskich mistrzostwach Oceanii w 2008 i 2011.
Dla reprezentacji rugby piętnastoosobowego grał od roku 2004. Dwukrotnie zagrał w Pucharze Świata – w 2007 wystąpił we wszystkich czterech meczach. Znalazł się w składzie także cztery lata później, jednak tym razem na boisku pojawił się tylko raz. Był również rekordzistą pod względem przyłożeń w Pucharze Narodów Pacyfiku.
Był kapitanem obu tych reprezentacji.